# Guy Lapébie
Martial Guy Lapébie (født 28. november 1916, død 8. marts 2010) var en fransk cykelrytter, som deltog i OL 1936 i Berlin.

## Cykelkarriere
Lapébie deltog i OL 1936 i Berlin, hvor han både kørte bane- og landevejsløb. På banen var han en del af det franske hold i holdforfølgelsesløbet, hvor Frankrig først besejrede Storbritannien i ny olympisk tid. I kvartfinalen vandt de over Ungarn og i semifinalen over værtsnationen Tyskland. Finalen blev et møde mellem Frankrig og Italien, der havde vundet guld ved de fire foregående olympiske lege. Men skønt løbet var tæt et godt stykke af vejen, trak franskmændene fra til sidst og sejrede med seks sekunder. Robert Charpentier, Jean Goujon og Roger Le Nizerhy udgjorde resten af det franske hold.  I landevejsløbet, hvor der både blev kørt om individuelle placeringer og en holdkonkurrence, var der 99  ryttere til start, der for første gang blev afviklet samlet. Løbet var på 100 km på relativt fladt terræn og gav anledning til adskillige uheld og styrt. Løbet blev afgjort i en spurt, hvor omkring 40 ryttere var med, og guld og sølv blev afgjort mellem Charpentier og Lapébie med førstnævnte som vinder med en cykellængde, mens schweiziske Ernst Nievergelt sikrede sig bronze. I holdkonkurrencen vandt Frankrig også med de to øverste individuelle ryttere sammen med Robert Dorgebray (nummer fire). Her blev Schweiz nummer to, mens Belgien fik bronze.
Senere samme år blev han nummer fire ved VM på landevej. Han havde flere pæne resultater som amatør, inden han i 1942 blev professionel. Også her opnåede han fine resultater på landevejen, men bedst gik det på banen, hvor han blev en stærk seksdagesrytter og vandt flere løb i denne disciplin.
Hans bror, Roger Lapébie, vandt Tour de France i 1937.

## OL-medaljer
- 1936 Berlin –  Guld i landevejsløb holdkonkurrence (Frankrig)
- 1936 Berlin –  Guld i 4000 meter forfølgelsesløb (Frankrig)
- 1936 Berlin –  Sølv i landevejsløb 100 kilometer (individuelt)